# Heterospilus faustinus
Heterospilus faustinus är en stekelart som beskrevs av Marsh 1982. Heterospilus faustinus ingår i släktet Heterospilus och familjen bracksteklar. Inga underarter finns listade i Catalogue of Life.